# Xã Newport, Quận McHenry, Bắc Dakota
Xã Newport (tiếng Anh: Newport Township) là một xã thuộc quận McHenry, tiểu bang Bắc Dakota, Hoa Kỳ. Năm 2010, dân số của xã này là 91 người.